# Swardeston
Swardeston est un village situé à 6 km (4 miles) au sud de Norwich dans le Norfolk (Angleterre), sur les hauteurs de la vallée du Tas. Swardeston couvre une superficie de 3,95 km2 et compte 540 habitants répartis dans 246 foyers (recensement de 2001).

## Histoire
L'une des premières mentions de cet endroit figure dans le Domesday Book où le village est mentionné parmi les territoires cédés à Roger Bigot par le roi d'Angleterre Guillaume le Conquérant. Le manoir donné à Roger comportait 45 acres (180 000 m2) de terre et 2 acres (8 100 m2) de pré.
Son église, consacrée à la Vierge Marie, comporte une tour du XVe siècle, mais la présence de deux fenêtres arquées indiquent que ses origines sont anglo-saxonnes et normandes.

## Personnalités locales
Swardeston est le lieu de naissance de l'infirmière Edith Cavell (fusillée par les allemands durant la première guerre mondiale pour désobéissance civique le 11 octobre 1915) ; son père, le révérend Frederick Cavell, en fut le vicaire pendant 45 ans.

## Sport
L'équipe de cricket fut en 2007 le champion de la Gibbs Denley ECB East Anglian Premier League.